# Хміль Іван Васильович
Іва́н Васи́льович Хмі́ль (нар. 17 лютого 1941, Запруддя) — український науковець, кандидат історичних наук.

## Життєпис
Народився 1941 року в селі Запруддя Рокитнянського району Київської області. Протягом 1959—1960 років навчався в Гарбузинському училищі механізації сільського господарства; працював комбайнером та трактористом. Протягом 1960—1963 років служив в армії, капітан запасу. 1968 року закінчив історичний факультет Київського державного університету.
В 1968—1971 роках — аспірант Інституту історії АН УРСР. 1974 року захистив кандидатську дисертацію «Встановлення радянської влади в селах України (березень 1917 р. — березень 1918 р.)», науковий керівник академік М. І. Супруненко. В 1971—1973 роках — молодший науковий співробітник, 1973–1977-й — вчений секретар. Протягом 1977–2005-х років — старший науковий співробітник відділу історії Української революції 1917–1921-х років Інституту історії України НАН України.
Є автором понад 200 наукових праць.
Сфера наукових зацікавлень: дослідження історії Української революції 1917—1921 років.
Брав участь у колективних працях
- «Історія Української РСР ССР» (том 6, 1984, (рос.)),
- «Історія Києва» (том 3, книга 1, 1985, (рос.)),
- «Історія Києва» (том 3, книга 1, 1987),
- «Райони партизанського руху в Україні у роки громадянської війни: Атлас: Великий Жовтень» (1987, (рос.)),
- «Український національно-визвольний рух березень–листопад 1917 року: Документи і матеріали» (2003).

Серед робіт:
- «Під гаслом комуни (Аграрна політика РКП(б) у 1919 році)», 2002
- «Аграрна революція в Україні: Березень 1917 — квітень 1918 рр.», 2000
- «На шляху відродження української державності (Український Національний Конгрес — з'їзд 6–8 квітня 1917 р.)», 1994
- «Перший Всеукраїнський селянський з'їзд (28 травня — 2 червня 1917 р.)», 1992
- «Аграрні перетворення в Україні 1917-1920-ті р.р.» (рос.), 1990
- «Трудяще селянство України в боротьбі за владу Рад», 1977.